# Nannocharax lineomaculatus
Nannocharax lineomaculatus är en fiskart som beskrevs av Jacques Blache och Miton, 1960. Nannocharax lineomaculatus ingår i släktet Nannocharax och familjen Distichodontidae. IUCN kategoriserar arten globalt som livskraftig. Inga underarter finns listade i Catalogue of Life.